# Église des Pèlerins de Washington
L’église des Pèlerins (anglais : Church of the Pilgrims) est une église située à Washington DC aux États-Unis. La paroisse est membre de l'Église presbytérienne (USA).

## Histoire

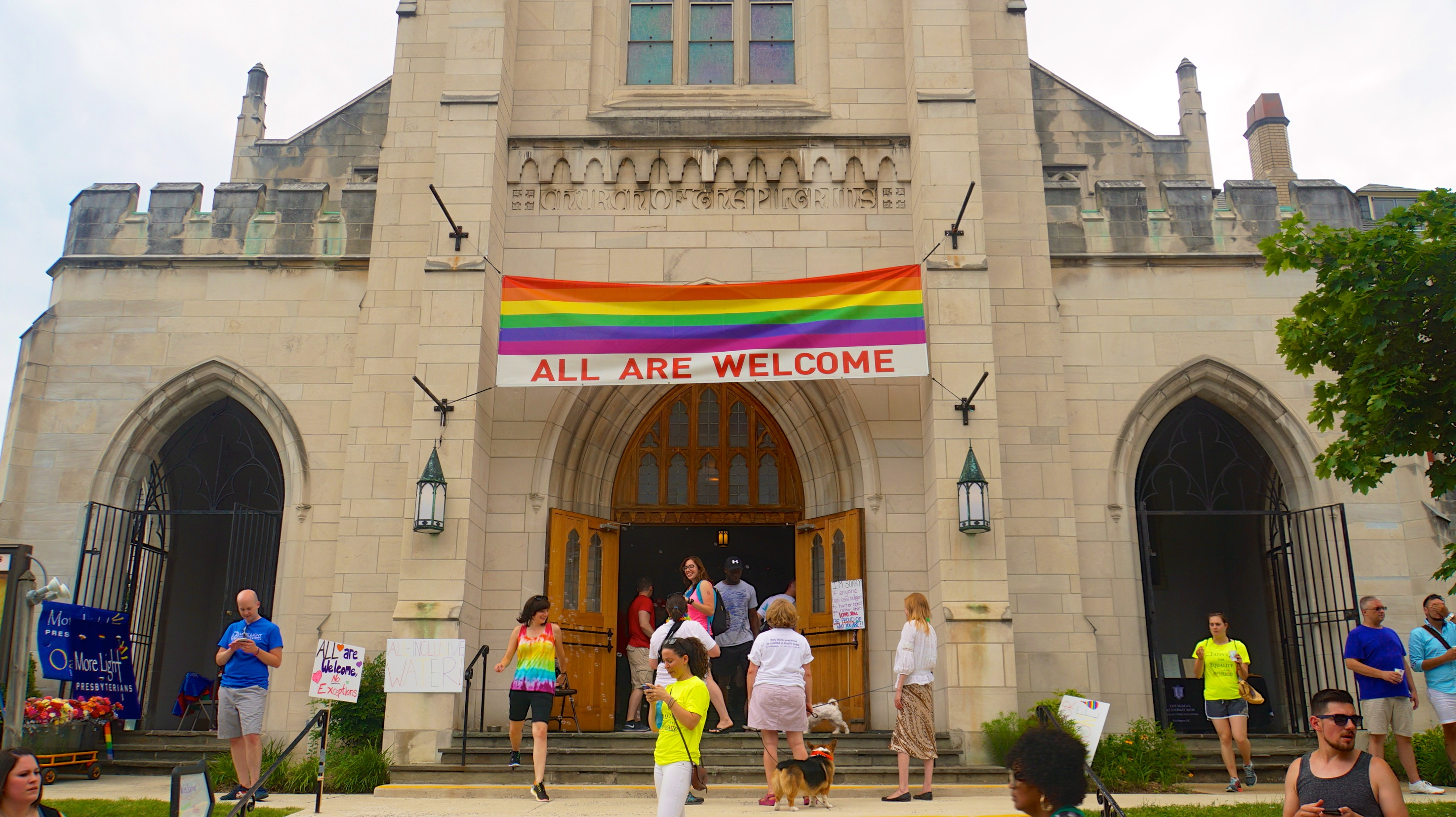
Bannière d'accueil des personnes homosexuelles lors de la Marche des fiertés de Washington, en 2015.

La congrégation est fondée en 1903 sous le nom de « Seconde Église presbytérienne du Sud » (anglais : Second Southern Presbyterian Church, faisant suite à la New York Avenue Presbyterian Church. Elle prend son nom actuel en 1919. Le premier pasteur est le révérend BF Bedinger, suivi le  31 janvier 1904, par  Harry Waddell Pratt. Une première église est élevée le en 1905.
En 1913, le président Woodrow Wilson, lui-même fils d'un ministre de l'Église presbytérienne du Sud, assiste aux célébration à l'église.
Un nouvel édifice est conçu dans un style néogothique par l'architecte Benjamin C. Flournoy, et achevé en mars 1929. Le premier service a lieu pour le dimanche de Pâques 1929. La nouvelle église est consacrée en mai 1929. L'orgue est un Skinner Organ Co. Opus 744.